# Język węgierski

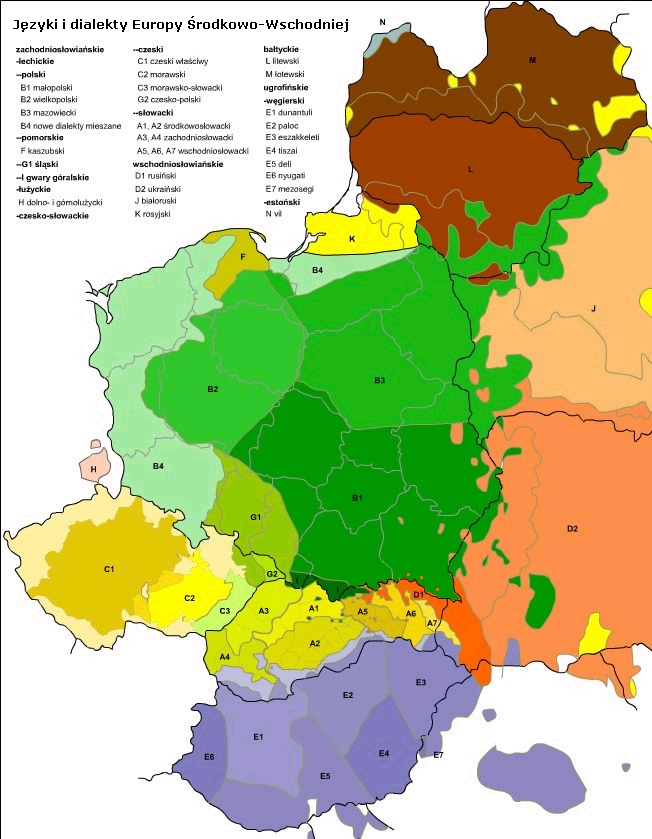
Języki i dialekty Europy Środkowo-Wschodniej

Język węgierski (węg. magyar nyelv) – język należący do grupy języków ugryjskich, zaliczanej do podrodziny ugrofińskiej (w ramach rodziny uralskiej). Językiem tym posługuje się co najmniej 14 mln osób – przede wszystkim na Węgrzech, ale także w południowej Słowacji, środkowej Rumunii (Siedmiogród), północnej Serbii (Wojwodina), zachodniej Ukrainie (Zakarpacie), wschodniej Słowenii (Prekmurje) i wschodniej Austrii (Burgenland). Język węgierski ma status języka urzędowego na Węgrzech, w Berehowe na Ukrainie, w Słowenii (lokalnie) i w Wojwodinie. Jest to język aglutynacyjny. Współczesny węgierski język literacki powstał w XVI w. Do jego zapisu stosuje się alfabet oparty na piśmie łacińskim.

## Kontrowersje wokół pochodzenia języka
Począwszy od XIX wieku pochodzenie języka węgierskiego podlegało dyskusji. Początkowo roztrząsano problem, czy język ten jest bliżej spokrewniony z językiem fińskim, jak uznaje się obecnie, czy też językiem tureckim w obrębie kontrowersyjnej grupy ugro-tureckiej. Podejmowano też próby łączenia tego języka z językiem etruskim, sumeryjskim, ormiańskim i kilkudziesięcioma innymi językami.
Od XIX w. zaczęto wysuwać teorie, jakoby język węgierski miał być spokrewniony z językiem japońskim na poziomie ugrofińskiej grupy językowej. Miały na to wskazywać podobieństwa niektórych wyrazów.
Ugrofińskie pochodzenie Węgrów kwestionowane było często z pobudek politycznych.
Współcześnie język węgierski jest jednak powszechnie uznawany przez językoznawców za przedstawiciela rodziny ugrofińskiej, mimo iż wciąż wysuwane są teorie alternatywne.
Pochodzenie języka i porównanie z innymi językami jest dokładniej opisane w rozdziale: słownictwo.

## Alfabet
Alfabet języka węgierskiego składa się z 40 liter: 14 samogłosek, 26 spółgłosek (8 złożonych z dwóch liter, 1 z trzech liter).
a, á, b, c, cs, d, dz, dzs, e, é, f, g, gy, h, i, í, j, k, l, ly, m, n, ny, o, ó, ö, ő, p, r, s, sz, t, ty, u, ú, ü, ű, v, z, zs

## Fonetyka
W języku węgierskim występuje wiele głosek nieistniejących w języku polskim. Reprezentacja ortograficzna języka węgierskiego wyraźnie różni się od polskiej, stąd wielu literom odpowiadają inne dźwięki.

### Wymowa samogłosek
| samogłoska | IPA  | wymowa |
| ---------- | ---- | --- |
| a          | [ɒ]  | wymawiane jak polskie o przy większym rozwarciu ust, krótko                                                           |
| á          | [aː] | wymawiane prawie jak polskie a, ale z szerzej otwartymi ustami, długo (ok. 2 razy dłużej niż krótkie a)               |
| e          | [ɛ]  | jak polskie e, krótko                                                                                                 |
| é          | [eː] | jak polskie e, ale z bardziej przymkniętymi ustami (zbliżające się do i) i dłużej (jak niemieckie eh w słowie nehmen) |
| i          | [i]  | jak polskie i, ale nie zmiękczające poprzedzającej spółgłoski, krótkie                                                |
| í          | [iː] | jak polskie i, tylko dłużej                                                                                           |
| o          | [o]  | jak polskie o, ale z bardziej ścieśnionymi wargami (zbliżające się do u), krótkie                                     |
| ó          | [oː] | jak o, tylko dłużej (niemieckie oh w słowie Sohn)                                                                     |
| ö          | [ø]  | wymawiane jak polskie y przy układzie warg jak przy o (niemieckie ö), krótko                                          |
| ő          | [øː] | jak ö, tylko dłużej (niemieckie öh w Söhne)                                                                           |
| u          | [u]  | jak polskie u, krótko                                                                                                 |
| ú          | [uː] | jak polskie u, tylko dłużej                                                                                           |
| ü          | [y]  | wymawiane jak polskie i przy układzie warg jak przy u (niemieckie ü w München), krótko                                |
| ű          | [yː] | jak ü, tylko dłużej                                                                                                   |

Różnica między a a o polega na tym, że a wymawia się praktycznie jak polskie o, podczas gdy węgierskie o wymawia się jak polskie o z wyraźnie zaokrąglonymi wargami, co daje efekt głoski pomiędzy polskim o a u. Głoskę zapisywaną jako á wymawia się jako bardzo wyraźne polskie a.
Samogłoski węgierskie dzielą się na:
- krótkie: a, e, i, o, ö, u, ü,
- długie:  á, é, í, ó, ő, ú, ű.

Należy wyraźnie różnicować głoski długie od krótkich. Głoski długie wymawiane są w przybliżeniu dwa razy dłużej niż krótkie. Należy także pamiętać, że w parach a – á, e – é dochodzi także do zmiany jakościowej głosek.

### Wymowa spółgłosek
| spółgłoska | IPA  | wymowa                                                               |
| ---------- | ---- | -------------------------------------------------------------------- |
| cs         | [tʃ] | jak polskie cz                                                       |
| dz         | [dz] | jak polskie dz                                                       |
| dzs        | [dʒ] | jak polskie dż                                                       |
| gy         | [ɟ]  | pomiędzy polskim dź, a zmiękczonym g (jak gi w wyrazach gil/nogi)    |
| ly         | [j]  | jak polskie j                                                        |
| ny         | [ɲ]  | jak polskie ń                                                        |
| s          | [ʃ]  | jak polskie sz                                                       |
| sz         | [s]  | jak polskie s                                                        |
| ty         | [c]  | pomiędzy polskim ć, a zmiękczonym k (jak ki w wyrazach kilka/paczki) |
| v          | [v]  | jak polskie w                                                        |
| zs         | [ʒ]  | jak polskie ż                                                        |

(Spółgłoski nieuwzględnione w tabeli wymawia się w przybliżeniu jak w języku polskim).
- Spółgłoski podwójne wymawia się dłużej
- zmiękczeniu podlegają d, n, t (gy, ny, ty)
- zachodzi zjawisko asymilacji
  - bezdźwięczne c, cs, f, k, p, s, sz, t, ty udźwięczniają się przed dźwięcznymi b, d, dz, dzs, g, gy, z, zs
  - dźwięczne ubezdźwięczniają się przed bezdźwięcznymi
  - spółgłoski pisane przy pomocy dwóch liter (cs, dz, dzs, gy, ly, ny, sz, ty, zs) przy podwojeniu tracą drugą literę pierwszego znaku (cs+cs=ccs). Podwójne litery wymawia się długo. Pełną pisownię przywracamy przy przenoszeniu wyrazów.

### Akcent
W języku węgierskim akcent pada zawsze na pierwszą sylabę wyrazu. Nie akcentuje się przedimków.

### Harmonia wokaliczna
W języku węgierskim występuje zjawisko harmonii samogłoskowej. Żeby dokładniej poznać to zjawisko, należy dokonać podziału na samogłoski nisko- oraz wysokobrzmiące:
- niskobrzmiące: a, á, o, ó, u, ú
- wysokobrzmiące: e, é, i, í, ö, ő, ü, ű

Harmonia samogłoskowa odgrywa ważną rolę przy dodawaniu końcówek, których przeważająca ilość ma dwoistą formę zależną od samogłosek zawartych w wyrazie. Do samogłosek niskobrzmiących (tylnych) dodajemy końcówki z samogłoskami tylnymi, a do wysokobrzmiących (przednich) przednie.

## Gramatyka
W węgierskiej gramatyce wyróżnia się następujące części mowy:
- rzeczowniki
- czasowniki
- przymiotniki
- liczebniki
- zaimki
- przedimki
- poimki.

### Rzeczownik
Węgierski rzeczownik odmienia się przez przypadki, które jednak tworzy się zupełnie inaczej niż we wszystkich językach europejskich. Język węgierski ma liczbę mnogą. Charakterystyczne są także końcówki dzierżawcze (odpowiedniki zaimków dzierżawczych).

#### Odmiana rzeczownika
W języku węgierskim nie ma rodzajów gramatycznych. Polskiej odmianie rzeczownika przez przypadki i używaniu ich z przyimkami odpowiadają końcówki okolicznikowe dodawane do wyrazów. Ta „deklinacja”, która powinna być nazywana aglutynacją, jest niczym innym jak prostym „dolepianiem” odpowiednika polskiego przyimka na końcu wyrazu. I tak: vonat-ban oznacza dosłownie „pociąg-w” (= „w pociągu”) – samo słowo właściwe poprzez dodanie tej końcówki przyimkowej nie zmienia formy, jak w języku polskim.
| nazwa przypadku            | końcówki             | znaczenie                                                             | przykład |
| -------------------------- | -------------------- | --------------------------------------------------------------------- | --- |
| nominativus                | –                    | (mianownik)                                                           | vonat – pociąg |
| accusativus                | -t                   | (biernik)                                                             | vonatot (głoska o jest spójką) |
| dativus                    | -nak, -nek           | (celownik)                                                            | vonatnak – pociągowi |
| essivus-formalis           | -ként                | jako                                                                  | vonatként – jako pociąg |
| essivus-modalis            | -ul, -ül             | w jaki sposób                                                         | lengyelül – po polsku |
| illativus                  | -ba, -be             | do wnętrza (D); w (B)                                                 | vonatba – do pociągu |
| inessivus                  | -ban, -ben           | w (Ms)                                                                | vonatban – w pociągu |
| elativus                   | -ból, -ből           | z (D)                                                                 | vonatból – z pociągu |
| allativus                  | -hoz, -hez, -höz     | do zewnątrz (D); ku (C)                                               | vonathoz – ku pociągowi |
| adessivus                  | -nál, -nél           | przy (Ms); u (D)                                                      | vonatnál – przy pociągu |
| ablativus                  | -tól, -től           | od (D)                                                                | vonattól – od pociągu |
| sublativus                 | -ra, -re             | na (B)                                                                | vonatra – na pociąg |
| superessivus               | -n, -on, -en, -ön    | na (Ms)                                                               | vonaton – na pociągu |
| delativus                  | -ról, -ről           | z (D); o (Ms)                                                         | vonatról – o pociągu |
| instrumentalis-comitativus | -val, -vel           | z (N); N                                                              | vonattal – z pociągiem (asymilacja; „v” z przyrostków -val, -vel dołączane po spółgłosce zamienia się w tę spółgłoskę, np. kép + vel = képpel (z obrazem), ház + val = házzal (z domem) itp. Po samogłoskach zostaje v, np. óra + val = órával (z godziną).                                                                    |
| causalis-finalis           | -ért                 | za (B); dla (D); o (B); po (B)                                        | vonatért – o pociąg |
| translativus-factivus      | -vá, -vé             | w (B)                                                                 | vonattá – w pociąg (asymilacja, podobnie jak w przy dodawaniu końcówki -val, -vel, „v” dołączane po spółgłosce zmienia się w tę spółgłoskę, np. kép + vé = képpé (w obraz [np. zmienia się w obraz, staje się obrazem]), ház + vá = házzá (w dom), ipt. Po samogłoskach zostaje v, np. drága + vá = drágává (staje się drogie) |
| terminativus               | -ig                  | do czasu/miejsca (D)                                                  | januárig – do stycznia |
| formalis                   | -képp, -képpen       | jako (M); w charakterze (D)                                           | segítségképp(en) – jako pomoc |
| temporalis                 | -kor                 | o (godzinie)                                                          | hét órakor – o godzinie siódmej |
| genetivus                  | -nak, -nek           | (w przybliżeniu dopełniacz)                                           | embernek (a feje) – (głowa) człowieka |
| sociativus                 | -stul, -stül         | wraz z                                                                | családostul – z rodziną |
| locativus                  | -t, -ott, -ett, -ött | w (dotyczy tylko niektórych miast)                                    | Győrött – w Győrze (miasto) |
| distributivus              | -nként               | 1) co (oznacza, że zjawisko powtarza się co pewien okres), 2. na      | évenként – co roku, személyenként – na osobę (przypada) |
| distributivus temporalis   | -nta, -nte           | Oznacza, że zjawisko odnosi się do jakiegoś okresu, przedziału czasu. | hetente – tygodniowo |
| modalis-essivus I          | -(a)n, -(e)n         | jak                                                                   | vidáman – wesoło |
| modalis-essivus II         | -lag, -leg           | jak                                                                   | egyhangúlag – jednogłośnie |
| multiplicativus            | -szor, -szer, -ször  | ile razy                                                              | egyszer – jeden raz |

Warto też zauważyć ogólną zasadę, że jeśli wyraz kończy się na krótką samogłoskę a lub e, to po dodaniu wymienionych wyżej końcówek (z wyjątkiem -kor) samogłoska ta ulega wydłużeniu, np. haza (ojczyzna), hazában, hazától, hazára, hazának; megye (komitat), megyébe, megyével, megyéhez itd.

##### Miasta
Przy odmianie nazw miejscowości rdzennie węgierskich (tzn. znajdujących się na obszarze historycznych Węgier, tzw. Korony św. Stefana) należy traktować je jak wzgórze, na które się wchodzi, a nie obszar, do którego się wchodzi. Dlatego jeśli mówi się o mieście jako o miejscu znajdowania się, najczęściej nie używa się inessivusa (-ban/-ben – w czymś), ale superessivusa (-an/-en/-ön/-n – na czymś). Analogicznie, mówiąc o celu podróży używa się nie illativusa (-ba/-be – do środka czegoś), lecz sublativusa (-ra/-re – na coś), a o punkcie wyjazdu – nie elativusa (-ból/-ből – ze środka czegoś), ale delativusa (-ról/-ről – z wierzchu czegoś). Dotyczy to też samych Węgier, ale nie dotyczy innych miast i krajów. A więc: Budapesten, Budapestre, Budapestről; Miskolcon, Miskolcra, Miskolcról; również Nagyváradon (Oradea) itd., Besztercebányán (Bańska Bystrzyca) itd.; a przede wszystkim Magyarországon, Magyarországra, Magyarországról (podobnie jak po polsku: na Węgrzech, na Węgry).
Wyjątków od tej zasady jest sporo – są to miejscowości kończące się na -n, -ny i -város („miasto”), oraz większość kończąca się na -m, -i. Czyli: Veszprémben, Veszprémbe, Veszprémből; Sopronban, Sopronba, Sopronból; Pozsonyban, Pozsonyba, Pozsonyból (Bratysława).
Miejscowości zagraniczne nie stosują się do „zasady wzgórza”. Czyli: Varsóban itd. (Warszawa), Bukarestben itd. Wenecja – miasto we Włoszech – odmienia się: Velencében, Velencébe, Velencéből, ale wieś między Budapesztem a Székesfehérvárem, która nazywa się tak samo – Velence – już będzie się odmieniać według zasady „wzgórza”: Velencén, Velencére, Velencéről.
Czasami, zamiast inessivusa i superessivusa, używa się starej, ugrofińskiej końcówki locativusa -ott/-ött/-ett (słychać ją w takich słówkach, jak itt – tu, ott – tam, alatt – pod, fölött – nad, között – między). Dotyczy ona głównie miast zakończonych na -vár (dosł. zamek) – jak Kaposvár → Kaposvárott, Gyulafehérvár → Gyulafehérvárott (Alba Iulia) oraz kilku innych, np. Pécs → Pécsett, Győr → Győrött. Dla określenia ruchu używa się tradycyjnie sublativusa i delativusa. Końcówka locativusa nie jest obowiązkowa dla tych kilku pozostałych miast i ma tu głównie znaczenie historyczne – mówi się też Pécsen, Győrben – natomiast cały czas należy używać locativusa dla miast zakończonych na -vár, a więc nie można powiedzieć: Kaposvárban lub Kaposváron.

#### Liczba mnoga
Liczbę mnogą tworzymy za pomocą końcówki -k.
Np. jó – jók (dobry – dobrzy, dobre);
ajtó – ajtók (jedne drzwi – kilkoro drzwi);
Jeżeli wyraz kończy się na samogłoskę -a lub -e, to samogłoski te, po dodaniu do nich przyrostków, wydłużają się na -á i -é.
Np. lámpa – lámpák (lampa – lampy);
tábla – táblák (tablica – tablice);
barna – barnák (brązowy – brązowe);
lecke – leckék (lekcja – lekcje).
Jeśli wyraz kończy się spółgłoską, to pomiędzy temat a przyrostek liczby mnogiej wstawiamy samogłoskę łączącą.
Dla wyrazów z samogłoskami przednimi jest nią -e lub -ö, a z samogłoskami tylnymi
-o lub -a.
Np. érdekes – érdekesek (ciekawy – ciekawe)
szék – székek (krzesło – krzesła)
mennyezet – mennyezetek (sufit – sufity)
rossz – rosszak (zły – złe, źli)
munkás – munkások (robotnik – robotnicy)
Wyrazy zakończone na -ú, otrzymują samogłoskę łączącą -a-.
Np. hosszú – hosszúak (długi – długie).
Wyrazy zakończone na -ű, otrzymują samogłoskę łączącą -e-.
Np. gyönyörű – gyönyörűek (wspaniały – wspaniałe, wspaniali).
Po liczebnikach nie ma potrzeby stawiania rzeczownika w liczbie mnogiej, liczebnik dostatecznie jasno określa ilość, np. két kutya – dwa psy (dosłownie: dwa pies), öt forint – pięć forintów (dosłownie: pięć forint).

#### Odmiana dzierżawcza
W języku węgierskim istnieją zaimki dzierżawcze (polskie: mój, twój itd. – patrz odp. sekcja), ale używa się ich rzadko. Najczęściej, podobnie jak przy odmianie rzeczownika, zastępuje się je za pomocą specjalnych końcówek dzierżawczych.
| Jeden posiadacz jeden przedmiot posiadany     | Wielu posiadaczy jeden przedmiot posiadany                  |
| --------------------------------------------- | ----------------------------------------------------------- |
| mój(a,e) → -m, -om, -am, -em, -öm             | nasz(a,e) → -nk, -unk, -ünk                                 |
| twój(a,e) → -d, -od, -ad, -ed, öd             | wasz(a,e) → -tok, -tek, -tök, -otok, -atok, -etek, -ötök    |
| jego/jej → -a, -e, ja, -je                    | ich → -uk, -ük, -juk, jük                                   |
| Jeden posiadacz wiele przedmiotów posiadanych | Wielu posiadaczy wiele przedmiotów posiadanych              |
| moi/moje → -im, -aim, -eim, -jaim, -jeim      | nasi/nasze → -ink, -aink, -eink, -jaink, -jeink             |
| twoi/twoje → -id, -aid, -eid, -jaid, -jeid    | wasi/wasze → -itok, -itek, -aitok, -eitek, -jaitok, -jeitek |
| jego/jej → -i, -ai, -ei, -jai, -jei           | ich → -ik, -aik, -eik, -jaik, -jeik                         |

Przy odmianie rzeczowników przez osobowe końcówki dzierżawcze obowiązuje zmiana końcowych samogłosek -a i -e na -á oraz-é oraz zmiany rdzenne jakie występują przy dodawaniu końcówek przylegających samogłoskami łączącymi.
Przykłady:
| szobám (mój pokój)      | szobád (twój pokój)      | szobája (jego pokój)   | szobánk (nasz pokój)      | szobátok (wasz pokój)      | szobájuk (ich pokój)   |
| szobáim (moje pokoje)   | szobáid (twoje pokoje)   | szobái (jego pokoje)   | szobáink (nasze pokoje)   | szobáitok (wasze pokoje)   | szobáik (ich pokoje)   |
| könyv (książka)         |                          |                        |                           |                            |                        |
| könyvem (moja książka)  | könyved (twoja książka)  | könyve (jego książka)  | könyvünk (nasza książka)  | könyvetek (wasza książka)  | könyvük (ich książka)  |
| könyveim (moje książki) | könyveid (twoje książki) | könyvei (jego książki) | könyveink (nasze książki) | könyveitek (wasze książki) | könyveik (ich książki) |

#### Konstrukcja dzierżawcza
Ponieważ w języku węgierskim nie występuje dopełniacz, zastępuje go odpowiednia konstrukcja dzierżawcza, która polega na zestawieniu strony posiadającej z przedmiotem posiadanym.

##### Posiadanie proste
- konstrukcja prosta – strona posiadająca nie przybiera żadnej końcówki, przedmiot posiadany przybiera osobową końcówkę dzierżawczą 3 os. lp. bądź lmn. – zależnie od liczby przedmiotów np.:

ubranie chłopca – a fiú ruhája (gdzie fiú znaczy chłopiec, a ruha ubranie)
- konstrukcja złożona – strona posiadająca przybiera końcówkę -nak, -nek. Przedmiot posiadany przybiera przedimek określony ‘a’ lub ‘az’, np.:

ubranie chłopca – a fiúnak a ruhája
- Obie konstrukcje w tłumaczeniu oznaczają to samo i nie ma między nimi żadnej różnicy poza stylistyczną.

##### Posiadanie złożone
Ma miejsce, kiedy strona posiadana jest równocześnie stroną posiadającą. Pierwsza strona posiadająca nie przybiera końcówki, natomiast druga przybiera osobową końcówkę dzierżawczą 3 os. lp. bądź lmn. oraz końcówkę -nak, -nek. Przedmiot posiadany otrzymuje przedimek a, az i osobową końcówkę dzierżawczą 3 os. np.:
guzik ubrania chłopca – a fiú ruhájának a gombja (gdzie gombja znaczy: jego – ubrania – guzik)

##### Pytania
Jeśli chcemy odpowiedzieć na pytanie: kié? (czyj?) np.: kié a ruha (czyje jest ubranie?) to używamy bezosobowej konstrukcji dzierżawczej -é: odpowiedź: fiúé (chłopca), fiúké (chłopców)
Ma ona zastosowanie tylko kiedy akcentujemy posiadacza, kiedy chodzi o coś takiego: „ubranie należy do chłopca” = „a ruha a fiúé”, albo po prostu „a fiúé”, jak z kontekstu już wiadomo, o co chodzi. W innych przypadkach możemy tak: „ez a fiú ruhája”= „to jest ubranie chłopca”.

##### Zaimek dzierżawczy
Jeśli na pytanie kié? chcemy odpowiedzieć: mój, twój, nasz, jego itp., używamy zaimków dzierżawczych: enyém mój (moja, moje), tiéd twój (twoja, twoje), övé jego, jej, miénk nasz, nasza, nasze, tiétek wasz, wasza, wasze, övék ich. A więc: Kié a ruha? – Az enyém = Czyje to ubranie? – Moje.

##### Wyrażanie posiadania
W języku węgierskim nie ma czasownika mieć w takiej postaci, jak w językach indoeuropejskich (ang. to have, niem. haben, fr. avoir itp.; ściślej – jest czasownik bír, ale oznacza on rozporządzać czymś, posiadać coś). Do wyrażenia posiadania używa się konstrukcji typu:
„posiadacz” w celowniku + czas. być + obiekt „posiadany” z końcówką dzierżawczą. Np.:
Mam duży dom = Nekem van a nagy házam (ház + am = házam – mój dom)

Stefan ma trzy konie = Istvánnak van három lova (ló + a = lova – jego koń; po liczebniku zawsze jest liczba pojedyncza)

Węgry nie mają dostępu do morza = Magyarországnak nincs kijárata a tengerhez (nincs = nem van; kijárat + a = kijárata – jego dostęp, dosł. wyjście)

Nie miałeś o tym pojęcia = Neked nem volt fogalmad erről (fogalom + ad = fogalmad – twoje pojęcie)
Ale jeśli obiekt „posiadający” nie jest „właścicielem” obiektu „posiadanego”, używamy nieco innej konstrukcji:
„posiadacz” w adessivusie (-nál/-nél) + czas. być z przedrostkiem meg + obiekt „posiadany”, niekoniecznie z końcówką dzierżawczą
Mam twoją książkę = Nálam van a könyved. (końc. dzierżawcza 2. osoby – bo książka jest twoja, nie moja)

Czy on ma klucz? = Van nála kulcs? (brak końcówki dzierżawczej, bo chodzi nie o jego klucz, ale ogólnie o klucz)
Natomiast dwa poniższe zdania oznaczają: Czy masz prawo jazdy? (prawo jazdy – vezető jogosítvány lub krócej jogosítvány, jogsi). Ale:
Van (neked) (vezetői) jogosítványod? = Czy masz uprawnienia do kierowania pojazdami?

Nálad van a (vezetői) jogosítványod? = Czy masz w tej chwili przy sobie prawo jazdy?

#### Łączenie końcówek
W języku węgierskim można połączyć ze sobą najwyżej dwie końcówki, przy czym najpierw występuje końcówka dzierżawcza lub końcówka liczby mnogiej, następnie – końcówka przypadka. Ponieważ końcówki dzierżawcze dla liczby mnogiej są inne, niż dla pojedynczej, nigdy nie wystąpi końcówka dzierżawcza z końcówką liczby mnogiej. Inaczej jest w jęz. fińskim: najpierw mamy końcówkę liczby mnogiej, potem końcówkę przypadka, jako ostatnią – końcówkę dzierżawczą (a więc trzy naraz):
pol.: dom – domy – mój dom – moje domy

węg.: ház – ház-ak – ház-am – ház-aim

fiń.: talo – talo-t – talo-ni – talo-i-ni
pol.: w domu – w domach – w moim domu – w moich domach

węg.: ház-ban – ház-ak-ban – ház-am-ban – ház-aim-ban

fiń.: talo-ssa – talo-i-ssa – talo-ssa-ni – talo-i-ssa-ni
Należy zauważyć, że w języku węgierskim można odrzucić końcówkę biernika, jeśli występuje razem z końcówką dzierżawczą pierwszej lub drugiej osoby liczby pojedynczej:
Várom a barátaim(at) – Czekam na moich przyjaciół

Eladták a kerted(et) tudtodon kívül – Sprzedali twój ogród bez twojej wiedzy
Ale: A szomszéd megvette a házát – Sąsiad kupił jego dom (tu zawsze mamy obie końcówki: dzierżawczą -a i biernika -t)
Z innymi przypadkami się tak nie robi, bo zaciemniłoby to sens wypowiedzi – w przykładzie z ogrodem mamy tudtodon kívül: tudtodon = tudat (wiedza) + końc. dzierżawcza 2. os. -od + końcówka superessivusa -on, której wymaga wyraz kívül (poza, oprócz).

### Czasownik
W języku węgierskim wyróżnia się dwie koniugacje:
- Podmiotową
  - gdy czasownik jest nieprzechodni: Ülök – Siedzę.
  - gdy czasownik jest przechodni, ale nie ma dopełnienia: Veszek – Biorę, kupuję
  - gdy przedmiot, na którym operuje jest nieokreślony: Szeretek egy embert. – Kocham człowieka.

- Przedmiotową
  - gdy przedmiotem jest nazwa własna – imię, miejscowość, kraj itp.: Szeretem Sándort. – Kocham Aleksandra. Szeretem Magyarországot. – Kocham Węgry.
  - gdy przedmiot jest określony (przez użycie przedimka a/az): Szeretem a férjet. – Kocham męża.
  - gdy przedmiotem jest wyraz z przyrostkiem dzierżawczym: Szeretem a férjemet. – Kocham mojego męża.
  - gdy przedmiotem jest jeden z wyrazów: ő (on, ona, ono), ön (pan), ez (ten, ta, to), az (tamten, tamta, tamto), valamennyi (wszyscy, wszystko), egymás (siebie), magam (ja sam), magad (ty sam), maga (on sam), magunk (my sami), magatok (wy sami), maguk (oni sami), zaimki kończące się na -ik, np. melyik? (który?): Szeretem önt. – Kocham pana.
  - gdy przedmiotem jest liczebnik porządkowy: Olvasom a huszadik könyvet. – Czytam dwudziestą książkę.
  - gdy przedmiotem jest zdanie podrzędne, a orzeczenie zdania nadrzędnego wymaga biernika:
    - w mowie zależnej: Látom, hogy szereted a férjedet. – Widzę, że kochasz twojego męża.
    - w mowie niezależnej: Szeretlek. – feleli Mária. – Kocham cię- odpowiada Maria. (Słowo objaśnienia – Szeretlek. – zdanie podrzędne w koniugacji podmiotowej, Feleli Mária. – zdanie nadrzędne w koniugacji przedmiotowej. Zdanie podrzędne jest przedmiotem zdania nadrzędnego.)

Ale:
Belépve a lakásomba, rájött, hogy világít a lámpa – Wchodząc do (mojego) mieszkania, zorientował się, że świeci się lampa; orzeczenie zdania nadrzędnego – czasownik rájön (wpaść na coś, zorientować się) – łączy się z sublativusem (końc. -ra/-re), dlatego występuje w koniugacji podmiotowej. Dokładniej byłoby: ...arra jött rá, hogy... – zorientował się na tym, że...
Hiszem, hogy a szerelem győz – Wierzę, że miłość zwycięży: orzeczenie zdania nadrzędnego – czasownik hisz (wierzyć) – łączy się w tym przypadku z inessivusem (-ban/-ben) (czyli: Abban hiszek, hogy... – Wierzę w to, że... – dosł. „wierzę w tym”), dlatego występuje w koniugacji podmiotowej. (Ale: úgy hiszem, hogy... = azt hiszem, hogy... – uważam, że...; w mowie potocznej skraca się do asszem)
Örülök, hogy találkozunk – Cieszę się, że się spotykamy; örül + celownik (-nak/-nek) (cieszę się temu, że...)

#### Bezokolicznik
Bezokolicznik czasownika węgierskiego kończy się na ni np. tudni – wiedzieć. W niektórych czasownikach (zakończonych zbitkami spółgłoskowymi lub spółgłoską poprzedzoną długą samogłoską) końcówka ni jest poprzedzona samogłoską a lub e np.: hallani – słyszeć, kezdeni – zaczynać.
Formą słownikową czasowników w języku węgierskim nie jest forma bezokolicznikowa, lecz forma 3. osoby l. poj. koniugacji podmiotowej.
W języku węgierskim bezokolicznik może pełnić funkcje rzeczownika, jego nazwa w dosłownym tłumaczeniu brzmi: imiesłów rzeczownikowy.

##### Bezokolicznik z końcówkami osobowymi
Gdy bezokolicznik jest używany w połączeniu z czasownikiem bezosobowym (po polsku np.: trzeba, można, należy), często trzeba do tego bezokolicznika dołączyć końcówki, wskazujące, jakiej osoby dotyczy.
| osoba | końcówka               |
| Én    | -nom, -nem, -nöm       |
| Te    | -nod, -ned, -nöd       |
| Ő     | -nia, -nie             |
| Mi    | -nunk, -nünk           |
| Ti    | -notok, -netek, -nötök |
| Ők    | -niuk, -niük           |

Np.: szerezni (zdobywać) – szereznem, szerezned, szereznie, szereznünk, szereznetek, szerezniük; futni (biegać) – futnom, futnod, futnia, futnunk, futnatok, futniuk
Takie czasowniki bezosobowe to: kell – trzeba (wraz z formą czasu przeszłego kellett – trzeba było, trybu przypuszczającego czasu teraźniejszego – kellene, czyli powinien, oraz przeszłego – kellett volna, czyli powinien był), muszáj – trzeba, ale silniejsze niż kell, szabad – wolno, można, tilos – zabronione. Często też dodaje się dopełnienie – rzeczownik w celowniku – mówiące, kogo te czasowniki dotyczą.
(Nekem) Holnap munkába kell mennem – Jutro muszę iść do pracy.

(Neked) Végre meg kellene javítanod ezt a kiöntőt – Powinieneś wreszcie naprawić ten zlew.

szabad leülnöm? – Czy mogę usiąść?

Itt nektek tilos dohányoznotok – Nie możecie tu palić papierosów.

#### Czas teraźniejszy

##### Końcówki czasu teraźniejszego
| osoba | końcówki koniugacji podmiotowej | końcówki koniugacji przedmiotowej |
| Én    | -ok, -ek, -ök                   | -om, -em, -öm                     |
| Te    | -sz                             | -od, -ed, -öd                     |
| Ő     | –                               | -ja, -i                           |
| Mi    | -unk, -ünk                      | -juk, -jük                        |
| Ti    | -tok, -tek, -tök                | -játok, -itek                     |
| Ők    | -nak, -nek                      | -ják, -ik                         |

Końcówki dołączamy zgodnie z zasadami harmonii samogłosek. Przykłady:
- vágni (ciąć)
  - koniugacja podmiotowa: vágok, vágsz, vág, vágunk, vágtok, vágnak
  - koniugacja przedmiotowa: vágom, vágod, vágja, vágjuk, vágjátok, vágják
- kenni (smarować)
  - koniugacja podmiotowa: kenek, kensz, ken, kenünk, kentek, kennek
  - koniugacja przedmiotowa: kenem, kened, keni, kenjük, kenitek, kenik
- törni (tłuc, rozbijać)
  - koniugacja podmiotowa: török, törsz, tör, törünk, törtök, törnek
  - koniugacja przedmiotowa: töröm, töröd, töri, törjük, töritek, törik

#### Liczebniki określone

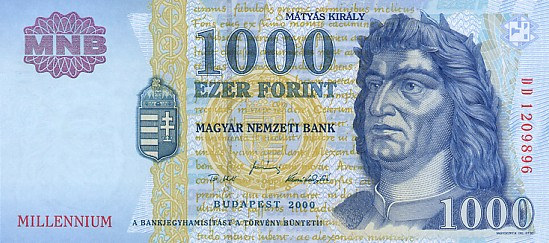
Banknot tysiącforintowy. Słowo forint występuje w liczbie pojedynczej, rzeczownik nie przybiera w języku węgierskim formy liczby mnogiej, gdy stoi przed nim liczebnik.